# Huhtisaari (ö i Birkaland, Tammerfors, lat 61,71, long 24,19)
Huhtisaari är en ö i Finland. Den ligger i sjön Enojärvi och i kommunen Orivesi i den ekonomiska regionen Tammerfors och landskapet Birkaland, i den södra delen av landet, 180 km norr om huvudstaden Helsingfors. Öns area är 2,4 hektar och dess största längd är 270 meter i öst-västlig riktning.